# WPBSA Q Tour
Il WPBSA Q Tour è un circuito amatoriale di snooker, fondato dalla World Professional Billiards and Snooker Association il 17 luglio 2020, sulle ceneri del Challenge Tour.

## Formula
Il WPBSA Q Tour entra in vigore a partire dalla stagione 2021-2022, dopo essere stato posticipato di un anno, a causa della pandemia di COVID-19.
Il primo classificato della classifica apposita degli eventi da disputare durante l'annata, otterrà una carta di qualifica di due stagioni al Main Tour, così come il vincitore dell'evento play-off, il quale verrà conteso da 16 giocatori. Oltre ad approdare tra i professionisti, questi due giocatori in questione guadagneranno anche un bonus di £2000.
Ad ogni tappa prenderanno parte 64 giocatori, con posti prioritari per i primi 32 della classifica della Q School, non già qualificati per il World Snooker Tour. Ad essi se ne aggiungeranno 16 selezionati dalla stessa WPBSA, sulla base dei risultati di competizioni nazionali ed internazionali.
Gli eventi includeranno un elemento di ingresso attraverso l'introduzione di turni preliminari che si terranno il venerdì, immediatamente prima dell'inizio della competizione del fine settimana. Fino a 16 giocatori si qualificheranno per completare il totale di 64 giocatori.

## Albo d'oro
| Edizione  | Stagione  | Date                       | Evento   | Note |
| --------- | --------- | -------------------------- | -------- | ---- |
| 2021-2022 | 2021-2022 | dal 19 al 21 novembre 2021 | Evento 1 |      |
| 2021-2022 | 2021-2022 | dal 10 al 12 dicembre 2021 | Evento 2 |      |
| 2021-2022 | 2021-2022 | dal 28 al 30 gennaio 2022  | Evento 3 |      |
| 2021-2022 | 2021-2022 | dal 18 al 20 marzo 2022    | Evento 4 |      |
| 2021-2022 | 2021-2022 | da definire                | Play-off |      |